# Nikolaus Heyduck
Nikolaus Heyduck (* 25. Oktober 1957 in Kassel) ist ein zeitgenössischer deutscher Künstler und Komponist. Er lebt und arbeitet in Darmstadt.

## Leben und Werk
Heyduck studierte von 1979 bis 1985 an der Städelschule Frankfurt am Main; dem Grundstudium bei Thomas Bayrle folgte das Hauptstudium in der Filmklasse von Peter Kubelka. Ab 1980 besuchte er die Internationalen Ferienkurse für Neue Musik in Darmstadt und nahm unter anderem an Kursen von Johannes Fritsch und Clarence Barlow teil. Von 1990 bis 1995 absolvierte er ein Studium der Komposition bei Toni Völker an der Akademie für Tonkunst in Darmstadt.
Seit 2003 ist er Mitglied der Darmstädter Sezession. Er ist freier Mitarbeiter im Archiv des Internationalen Musikinstituts Darmstadt. Seine Kompositionen und Installationen werden in In- und Ausland im Rahmen von Ausstellungen und Aufführungen gezeigt.

## Auszeichnungen (Auswahl)
- 2018: Darmstädter Musikpreis